# Camponotus longi
Camponotus longi é uma espécie de inseto do gênero Camponotus, pertencente à família Formicidae.